# Сокирница (Закарпатская область)
Соки́рница (укр. Сокирниця) — село, входит в Хустскую городскую общину Хустского района Закарпатской области Украины.
Население по переписи 2001 года составляло 5217 человек. Почтовый индекс — 90450. Телефонный код — 3142. Код КОАТУУ — 2125387401.

## Церковь св. Николая Чудотворца
Святониколаевский храм села Сокирница — шедевр псевдо-готической деревянной сакральной архитектуры.
Церковь была построена в с. Шашвар (ныне — Тростник Виноградовского района) в XVII в. С того времени происходят срубы церкви. В 1770 г. после перенесения в Сокирницу церковь перестраивают.

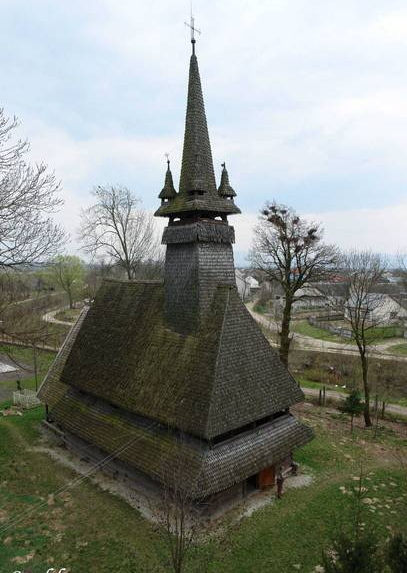
Деревянная церковь в Сокирнице

## Транспорт
Через Сокирницу проходит шоссе Хуст — Рахов, от него ответвляется автодорога Сокирница — Колочава.
Сокирница — остановочный пункт на ж/д ветке Солотвино — Хуст.

Пригородное пассажирское движение осуществляется дизель-поездами.

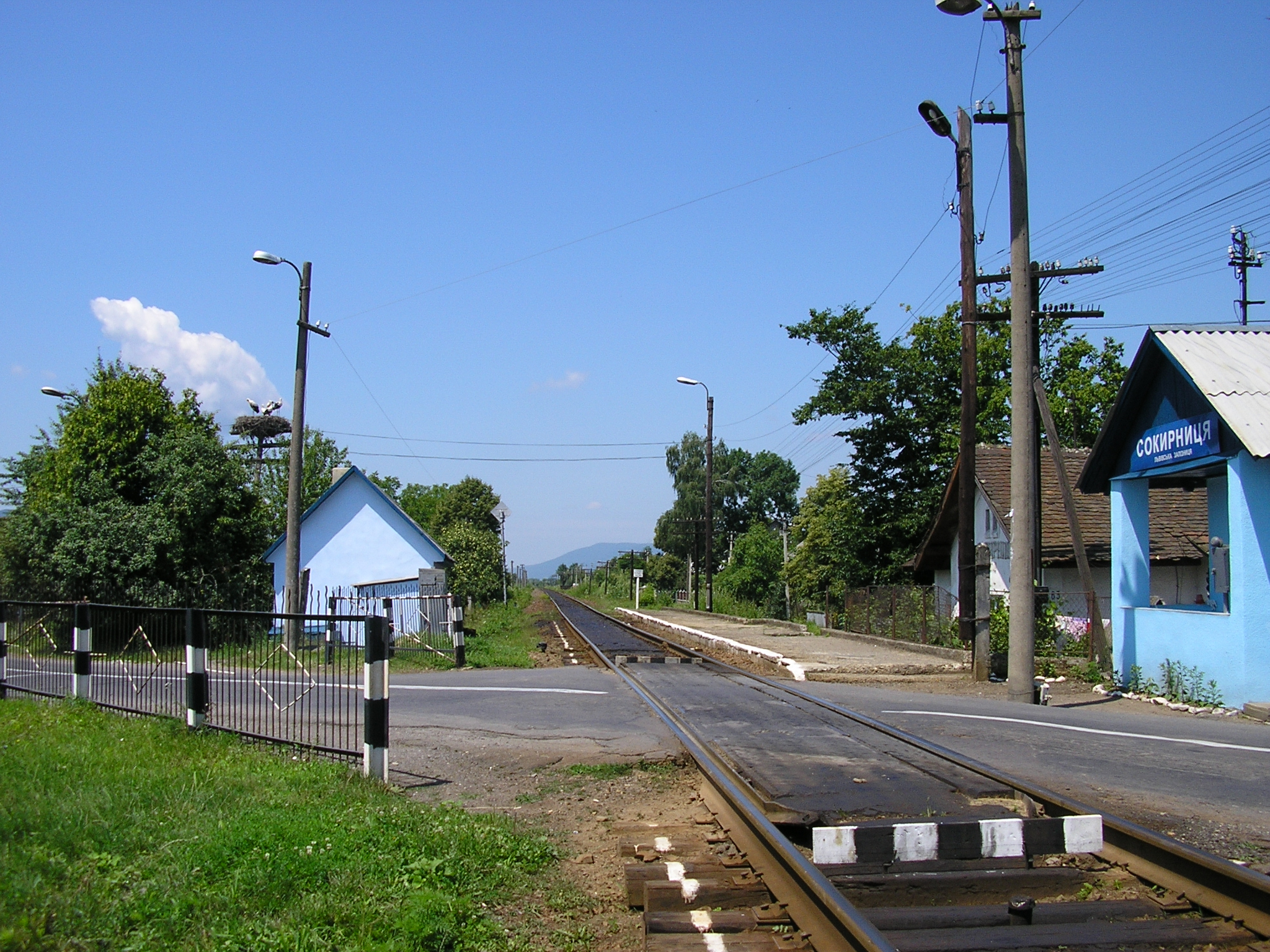
О. п. Сокирница

## Достопримечательности
- Палеолитическая стоянка Сокирница 1[1], слой III которой относится к ориньякской культуре[2].